# Дон Жуан (драма)
Дон Жуан — драматическая поэма Алексея Константиновича Толстого, впервые опубликованная в апреле 1862 года.
Идея написать пьесу пришла к А. К. Толстому в конце 1857 года; к лету 1858 года уже был написан первый вариант. Спустя два года, 20 марта 1860 года, он сообщил своему другу Болеславу Маркевичу, что переписанную драму он читал В. П. Боткину и Н. Ф. Крузе. Осенью 1861 года, после замечаний познакомившихся с поэмой М. Н. Каткова и И. С. Аксакова, был сделан ряд изменений и в апреле 1862 года она была напечатана в «Русском Вестнике» М. Н. Каткова.
Драма при жизни автора ни разу не была поставлена в театре: в 1891 году её не пропустила цензура. Постановка пьесы впервые была осуществлена в 1905 году братьями Адельгейм. Позже Э. Ф. Направником было написано к пьесе музыкальное сопровождение.
Дон Жуан в поэме Толстого необычен — он не развратник, не подлец, не совратитель женщин, а человек, ищущий любви, не находящий её и оттого разочаровавшийся во всём. Мистический план поэмы составляет спор о душе Дон Жуана и мироздании между сатаной и ангелами («небесными духами»), оборачивающийся христианской полемикой с гностицизмом. Отвечая на критические замечания Б. М. Маркевича, Толстой так раскрывал свой замысел: 

В ранней молодости он любил по-настоящему, но, постоянно обманываясь в своих чаяниях, он в конце концов перестал верить в идеал и горькое наслаждение стал находить, попирая ногами всё то, чему он некогда поклонялся. Я изображаю его в этот второй период. Привыкнув отрицать добро и совершенство, он не верит в них и тогда, когда встречает их в образе донны Анны. Своё чувство он принимает за похотливое желание, а между тем это любовь… Дон Жуан больше не верит в любовь, но наделен воображением столь пылким, что эта вера возвращается к нему всякий раз, как он отдается своему чувству, и в сцене с донной Анной он ему отдался, несмотря на то, что раньше намеревался её соблазнить… Он верил во всё, что говорил донне Анне, пока командор… не вернул его к действительности, ко всем его минувшим разочарованиям и к его теперешнему скептицизму, о котором он на минуту позабыл… Каждый, впрочем понимает «Дон Жуана» на свой лад, а что до меня, то я смотрю на него так же, как Гофман: сперва Дон Жуан верит, потом озлобляется и становится скептиком; обманываясь столько раз, он больше не верит даже и в очевидность.
— Письмо от 10 июня 1861 г.